# 25912 Recawkwell
25912 Recawkwell è un asteroide della fascia principale. Scoperto nel 2001, presenta un'orbita caratterizzata da un semiasse maggiore pari a 2,3072863 au e da un'eccentricità di 0,1259883, inclinata di 7,10393° rispetto all'eclittica.
L'asteroide è dedicato alla studentessa statunitense Rachel Elizabeth Cawkwell.